# 久保道正
久保 道正（くぼ みちまさ、1918年〈大正7年〉3月16日 - 1992年〈平成4年〉6月28日）は、広島県広島市出身の実業家。第一産業（後のダイイチ/デオデオ/エディオンWEST、現エディオン WESTカンパニー）創業者。現エディオン社長、サンフレッチェ広島会長・久保允誉は長男、上新電機取締役を経てエディオン専務取締役の浄弘晴義は次男。

## 来歴
広島県広島市大手町（現在の同市中区大手町）生まれ。久保家は代々江州屋の屋号で刀剣商を営んでいた。寺下辰夫の小説『サンパギタ咲く戦線で』に太平洋戦争中、陸軍報道班員として広島宇品港からフィリピンに向かう寺下、尾崎士郎、石坂洋次郎らが、その前日、今日出海の短刀を軍刀に拵えるため、ふと久保刀剣店に立ち寄り、刀が出来る間、店の二階で御馳走に与り、訣れの酒宴を行なったエピソードが書かれている。
旧制広島一中（現・広島国泰寺高等学校）一年の時に手術ミスで左足が不自由になるが、そのため兵役を免れる。
1945年8月6日、爆心地から約1.5kmの広島市住吉町（現在の中区）の結婚後に住んでいた新居で被爆。爆風で倒壊した家の下敷きになるが、火勢が近づく中で奇跡的に救出され、九死に一生を得る。
電気の世の中になるのではないかという漠然たる予感から、戦後の1946年1月、バラックを建て三坪の店構えで弟・明と「久保兄弟電気商会」を創業。リュックサックを背負って、終戦後の超満員のすし詰め列車に乗り、東京や大阪で商品を仕入れ、広島市内の闇市の電気屋に卸して回った。
1947年5月、義弟を加えてラジオ部品類の卸売を主とする「第一産業株式会社」に改組。「産業」と付いているのは義弟が薬剤師で、最初は製薬と電気の両方をやっていたからである。
電機メーカーから「これからは大量生産・大量販売の時代が来ますよ」とのアドバイスを受け1957年、卸売業から家電総合小売業に転換し、全国に先駆けて家電製品の低価格販売に踏み切った。同年、低価格販売に反発した小売業界の圧力により20社近いメーカーから出荷停止を受け公正取引委員会が乗り出す問題となった（同委員会の全面的な支持を受け後に解除）。しかし当時の新聞に"低物価政策の第一産業"などと書かれたことで大きな宣伝にもなった。
1977年、店名を「ダイイチ」に統一。低価格販売とアフターサービスの顧客第一主義を掲げ、家電製品の需要増加の波に乗り急成長を遂げた。
1977年から1979年まで売上げ業界1位。
1979年 広島商工会議所会頭。
1980年 フランチャイズ方式によるチェーン展開を開始。
創業40周年だった1987年には広島県のスポーツ振興のために私財を拠出し「久保スポーツ振興基金」を設立した。
1988年 勲三等瑞宝章受章。
1990年 東京証券取引所第一部に上場。
1992年 会長に退き、長男久保允誉が代表取締役社長に就任した。

## 人物
趣味は絵画、ゴルフ。住所は広島市二葉の里。

## 著書
- 『蓮の花は泥水にしか咲かない』ミリオン書房、1987年。
- 『家電製品に見る暮らしの戦後史』ミリオン書房、1991年。